# 藤田勉
藤田 勉（ふじた つとむ、1962年6月26日 - ）は日本のロックバンド、PERSONZのドラマー。

## 来歴
新潟県新潟市生まれ。アマチュアバンドWKC絶頂遊戯で活動していたが、同郷の渡邉貢に誘われ、PERSONZのオーディションを受けて合格。1984年6月21日、新宿LOFTでNOTHING PERSONALからPERSONZに改名したお披露目ライブで、渡邉と共に正式メンバーとして紹介される。ライブハウスを中心に活動を展開しインディーズで人気を博す（当時の愛称は"BENNY"）。1987年9月、PERSONZはメジャーデビューを果たした。2023年現在もPERSONZのメンバーとして活動を続けている。
1995年7月にはドラム教則ビデオ「Rock Drum World」を発表。
東京都日野市にある日野市立新選組のふるさと歴史館で2007年2月3日より開催された『第二回特別展「新選組 京都の日々」』、2008年2月2日より開催された『第三回特別展「新選組 戊辰戦争のなかで」』のオリジナルテーマ曲を作曲するなど活動の幅を広げている。
2009年度、早稲田大学オープンカレッジにおいて江戸大衆音曲についての講座を担当。

## ディスコグラフィー

### CD
- 新選組 戊辰戦争のなかで（2008年4月26日、MARKS MUSIC）

※全作曲・編曲・シンセサイザー＆プロデュース：藤田勉
1. プロローグ 慶応四年
2. 第1章 京都から転進する
3. 第2章 日野宿農兵隊
4. 第3章 甲陽鎮撫隊へ
5. 第4章 北関東の戦争〜近藤勇 最後の戦い〜
6. 第5章　会津戦争
7. 第6章　函館戦争
8. 歳三の子守唄
9. 第7章　家族・親戚、多摩郷党の思い
10. ボーナストラック　第二回特別展より〜新選組　京の戦い〜

- 井上源三郎140回忌記念CD「義」（2008年9月27日、制作：井上雅雄）

※全作曲：藤田勉
1. 義（作詞：井上雅雄 / 歌：ひろみ）
2. 砂の舟（作詞：井上雅雄 / 歌：ひろみ）
3. 義〜カラオケ〜
4. 砂の舟〜カラオケ〜

- 新選組 その後（2009年3月28日、MARKS MUSIC）

※全作曲：藤田勉
1. 『新選組 その後』メインテーマ
2. 新政府の弾圧と多摩の抵抗
3. 文明開化の狂騒曲
4. 新時代の光いまだ遠く
5. 自由民権の英雄達の讃歌
6. 多摩川の畔で

- 新選組・新徴組と日野（2010年、MARKS MUSIC）

※全作曲：藤田勉
1. 日野〜新選組と新徴組のふるさと〜【新選組隊士の群像】
2. 近藤勇〜命を捨てて義を咲かす〜
3. 沖田総司〜天賦の才を極めた江戸桜〜
4. 井上源三郎〜武士道を貫く武州多摩の剣士〜
5. 土方歳三〜誠一筋最後の侍〜

- 新選組誕生／新選組京都の日々（2010年、MARKS MUSIC）

※全作曲：藤田勉
1. 新選組誕生
2. 天然理心流
3. 京都でのとまどい
4. 市中警邏〜新選組の戦い〜
5. 京、それぞれの恋 <視聴>
6. 鳥羽・伏見の戦い

### ビデオ
1. Rock Drum World（1995年7月21日、ローランド）